# Cuff It
Singles de Beyoncé
Break My Soul
(2022) My House
Cuff It est une chanson de la chanteuse américaine Beyoncé sortie le 28 septembre 2022 sur l’album Renaissance et publiée sous les labels de Parkwood et Columbia Records.
Le single est certifié disque de diamant en France.

## Classements hebdomadaires
| Classement (2022)                       | Meilleure position |
| --------------------------------------- | ------------------ |
| Allemagne (Media Control AG)            | 9                  |
| Australie (ARIA)                        | 4                  |
| Autriche (Ö3 Austria Top 40)            | 15                 |
| Belgique (Flandre Ultratop 50 Singles)  | 6                  |
| Belgique (Wallonie Ultratop 50 Singles) | 8                  |
| Canada (Hot 100)                        | 22                 |
| Danemark (Tracklisten)                  | 5                  |
| France (SNEP)                           | 14                 |
| Global 200                              | 12                 |
| Irlande (Irish Singles Chart)           | 6                  |
| Italie (FIMI)                           | 27                 |
| Luxembourg (Billboard)                  | 13                 |
| Nouvelle-Zélande (RMNZ)                 | 3                  |
| Pays-Bas (Single Top 100)               | 20                 |
| Portugal (AFP)                          | 9                  |
| Royaume-Uni (UK Singles Chart)          | 2                  |
| Suède (Sverigetopplistan)               | 5                  |
| Suisse (Schweizer Hitparade)            | 8                  |